# Пак Боґом
Пак Боґом (кор. 박보검, нар. 16 червня 1993, Сеул, Республіка Корея) — південнокорейський актор найбільш відомий ролями у популярних драматичних телесеріалах як «Кохання в місячному сяйві» та «Відповідь в 1988».

## Біографія
Пак Боґом народився 16 червня 1993 року в місті Сеул. Свою акторську кар'єру розпочав 2011 року з другорядної ролі у фільмі «Сліпий», а наступного року він знявся ще в декількох фільмах та серіалах. Першу головну роль Боґом дістав 2013 року в серіалі вихідного дня «Чудова мама» на телеканалі «SBS».
Наступні ролі в таких серіалах як «Я пам'ятаю тебе» та «Відповідь в 1988», принесли актору численні нагороди. Але справне визнання прийшло до Боґома після виконання ролі молодого принца, у історичному серіалі «Кохання у місячному сяйві» виробництва KBS2. Серіал мав величезний успіх у Кореї, та зробив Боґома одним з найвідоміших молодих корейських акторів не тільки на батьківщині а і в багатьох інших країнах.

## Фільмографія

### Телевізійні серіали
| Рік       | Назва                                  | Роль                      | Мережа |
| --------- | -------------------------------------- | ------------------------- | ------ |
| 2012      | «Герой»                                | Кан Дон У                 | OCN    |
| 2012      | спеціальна драма «Нерухоме зображення» | молодий Кім Хьон Су       | KBS2   |
| 2012      | «Весільна маска»                       | Хан Мін Кю (епізод 26-28) | KBS2   |
| 2013      | «Чудова мама»                          | Ко Йон Чжун               | SBS    |
| 2014      | «Чудові дні»                           | молодий Кан Дон Сок       | KBS2   |
| 2014      | «Naeil's Cantabile»                    | Ли Юн Хо                  | KBS2   |
| 2015      | «Продюсери»                            | (камео, 9 епізод)         | KBS2   |
| 2015      | «Привіт монстр»                        | Чон Сун Хо / Лі Мін       | KBS2   |
| 2015-2016 | «Відповідь у 1988»                     | Чхве Тек                  | TvN    |
| 2016      | «Кохання в місячному сяйві»            | Лі Йон                    | KBS2   |
| 2018-2019 | «Зустріч»                              | Кім Чін Хьок              | TvN    |
| 2020      | «Ітевон Клас»                          | камео, 16 серія)          | JTBC   |
| 2020      | «Записки юності»                       | Са Хьо Чжун               | TvN    |

### Фільми
| Рік          | Назва                         | Роль               |
| ------------ | ----------------------------- | ------------------ |
| 2011         | «Сліпий»                      | Мін Дон Хьон       |
| 2012         | «Коп на подіумі»              | молодий Ча Чуль Су |
| 2014         | «Тяжкий день»                 | офіцер Лі Чін Хо   |
| 2014         | «Битва за мьонрян»            | Пе Су Бон          |
| 2014         | Twinkle-Twinkle Pitter-Patter | Чун У              |
| 2015         | «Дівчина-монета»              | Пак Сок Хьон       |
| 2021         | Собок                         | Со Бок             |
| В очікуванні | «Країна чудес»                |                    |

### Ведучий
| Рік       | Шоу                                     | Мережа          | Примітки                          | Посилання |
| --------- | --------------------------------------- | --------------- | --------------------------------- | --------- |
| 2015-2016 | «Music Bank»                            | KBS2 KBS World  | разом з Ірен                      |           |
| 2015      | 29-та Премія KBS драма                  | KBS2 KBS World  | разом з Чон Хьон Му, Кім Со Хьон  | [ 6 ]     |
| 2016      | Пісенний фестиваль KBS                  | KBS2 KBS World  | разом з Кім Соль Хьон             | [ 7 ]     |
| 2016      | 30-та Премія KBS драма                  | KBS2 KBS World  | разом з Чон Хьон Му та Кім Чі Вон | [ 8 ]     |
| 2017      | Всесвітній тур «Music Bank» у Сингапурі | KBS2 KBS World  | разом з Ірен                      | [ 9 ]     |
| 2017      | Всесвітній тур «Music Bank» у Індонезії | KBS2 KBS World  | разом з Ірен                      | [ 10 ]    |
| 2017      | 19-та Азійська музична премія Mnet      | Mnet, tvN Азія  | на Йокогама-арена                 | [ 11 ]    |
| 2018      | Всесвітній тур «Music Bank» у Чилі      | KBS2, KBS World | на Мувістар-арена                 | [ 12 ]    |
| 2018      | 54-та Премія мистецтв Пексан            | JTBC            | разом з Сін Донг Йоп та Пе Сюзі   | [ 13 ]    |
| 2018      | Всесвітній тур «Music Bank» у Берліні   | KBS2, KBS World | разом з Чон Со Мі                 | [ 14 ]    |

## Нагороди
| Рік  | Нагорода                                       | Категорія                                                      | Робота                                            | Результат | Прим.                |
| ---- | ---------------------------------------------- | -------------------------------------------------------------- | ------------------------------------------------- | --------- | -------------------- |
| 2014 | 28-я Премія KBS драма                          | Кращий новий актор                                             | «Naeil's Cantabile», «Чудові дні»                 | Номінація |                      |
| 2015 | 4-та Премія «Зірок МААТР»                      | Кращий новий актор                                             | «Naeil's Cantabile», «Привіт монстр»              | Номінація |                      |
| 2015 | 14-та Премія розваг KBS                        | Кращий новачок                                                 | «Music Bank»                                      | Перемога  | [ 15 ]               |
| 2015 | 29-я Премія KBS драма                          | Нагорода за популярність                                       | «Привіт монстр»                                   | Перемога  | [ 16 ]               |
| 2015 | 29-я Премія KBS драма                          | Кращий актор другого плану                                     | «Привіт монстр»                                   | Перемога  | [ 16 ]               |
| 2016 | Ікона стилю: Наступне покоління                | Наступне покоління акторів                                     |                                                   | Перемога  | [ 17 ]               |
| 2016 | 11-та Премія Max Movie                         | Восходяща зірка                                                | «Дівчина-монета»                                  | Перемога  | [ 18 ]               |
| 2016 | 8-а премія Ікона стилю — Азія                  | Ікона стилю                                                    |                                                   | Перемога  | [ 19 ]               |
| 2016 | 16-та Китайська музична премія                 | Кращий міжнародний артист                                      |                                                   | Перемога  | [ 20 ]               |
| 2016 | 52-га Премія мистецтв Пексан                   | Кращий новий актор фільму                                      | «Дівчина-монета»                                  | Номінація | [ 21 ]               |
| 2016 | 52-га Премія мистецтв Пексан                   | Найпопулярніший актор фільму                                   | «Дівчина-монета»                                  | Номінація |                      |
| 2016 | 52-га Премія мистецтв Пексан                   | Найпопулярніший актор телебачення                              | «Відповідь у 1988»                                | Номінація |                      |
| 2016 | 52-га Премія мистецтв Пексан                   | iQiyi Глобальна зірка                                          |                                                   | Номінація |                      |
| 2016 | 52-га Премія мистецтв Пексан                   | InStyle нагорода Моди                                          |                                                   | Перемога  | [ 22 ]               |
| 2016 | 4-та річна премія DramaFever                   | Краща восходяща зірка                                          | «Відповідь у 1988»                                | Перемога  | [ 23 ]               |
| 2016 | 4-та річна премія DramaFever                   | Кращий поцілунок (разом з Лі Хьо Рі)                           | «Відповідь у 1988»                                | Перемога  | [ 23 ]               |
| 2016 | 5-та Премія «Зірок МААТР»                      | Кращий новий актор                                             | «Відповідь у 1988»                                | Перемога  | [ 24 ]               |
| 2016 | 9-та Премія корейської драми                   | Премія високої майстерності                                    | «Відповідь у 1988»                                | Номінація |                      |
| 2016 | Премія TvN10                                   | Made in tvN Actor, Drama                                       | «Відповідь у 1988»                                | Номінація | [ 25 ]               |
| 2016 | Премія TvN10                                   | Кращий поцілунок (разом з Лі Хьо Рі)                           | «Відповідь у 1988»                                | Номінація | [ 25 ]               |
| 2016 | Премія TvN10                                   | Зірка Азії                                                     | «Відповідь у 1988»                                | Перемога  | [ 25 ]               |
| 2016 | 1-ша Премія азійський артист                   | Нагорода популярності                                          |                                                   | Номінація |                      |
| 2016 | 1-ша Премія азійський артист                   | Азійська зірка                                                 |                                                   | Перемога  | [ 26 ]               |
| 2016 | 1-ша Премія азійський артист                   | Краща зірка                                                    | «Відповідь у 1988», «Кохання при місячному сяйві» | Перемога  | [ 27 ]               |
| 2016 | Melodi Awards                                  | Найвпливовіша людина корейської драми                          |                                                   | Перемога  | [ 28 ]               |
| 2016 | Премія OSEN                                    | Зірка року                                                     |                                                   | Перемога  | [ 29 ]               |
| 2016 | Yahoo! Asia Buzz Awards                        | Популярний артист Азії                                         |                                                   | Номінація | [ 30 ]               |
| 2016 | SBS Cult Two Show Awards                       | Найбільш згадуваний                                            |                                                   | Перемога  | [ 31 ]               |
| 2016 | 30-та Премія KBS драма                         | Великий приз (Daesang)                                         | «Кохання у місячному сяйві»                       | Номінація | [ 32 ] [ 33 ] [ 34 ] |
| 2016 | 30-та Премія KBS драма                         | Нагорода за високу майстерність                                | «Кохання у місячному сяйві»                       | Перемога  | [ 32 ] [ 33 ] [ 34 ] |
| 2016 | 30-та Премія KBS драма                         | Нагорода за високу майстерність (актор середньотривалої драми) | «Кохання у місячному сяйві»                       | Номінація | [ 32 ] [ 33 ] [ 34 ] |
| 2016 | 30-та Премія KBS драма                         | Netizen нагорода                                               | «Кохання у місячному сяйві»                       | Перемога  | [ 32 ] [ 33 ] [ 34 ] |
| 2016 | 30-та Премія KBS драма                         | Краща пара (разом з Кім Ю Чон)                                 | «Кохання у місячному сяйві»                       | Перемога  | [ 32 ] [ 33 ] [ 34 ] |
| 2016 | 2nd Fashionista Awards                         | Кращий костюм року                                             |                                                   | Перемога  | [ 35 ]               |
| 2017 | Korea Brand Awards                             | Спеціальна нагорода                                            |                                                   | Перемога  | [ 36 ]               |
| 2017 | 16-та велика премія Національної асамблеї      | Acting Award                                                   |                                                   | Перемога  | [ 37 ]               |
| 2017 | 53-тя Премія мистецтв Пексан                   | Кращий актор телебачення                                       | «Кохання в місячному сяйві»                       | Номінація | [ 38 ]               |
| 2017 | 53-тя Премія мистецтв Пексан                   | Найпопулярніший актор телебачення                              | «Кохання в місячному сяйві»                       | Перемога  | [ 39 ]               |
| 2017 | 12-та Сеульська міжнародна премія драми        | Видатний корейський актор                                      | «Кохання в місячному сяйві»                       | Перемога  | [ 40 ]               |
| 2017 | 2-га Премія артист Азії                        | Нагорода популярності                                          |                                                   | Номінація |                      |
| 2017 | 10-та Премія корейської драми                  | Нагорода за високу майстерність (актор)                        | «Кохання в місячному сяйві»                       | Номінація | [ 41 ]               |
| 2017 | 8-ма Премія популяризації культури та мистецтв | Подяка від Міністру культури, спорту та туризму                |                                                   | Перемога  | [ 42 ]               |
| 2017 | 3-тя премія модників                           | Кращий модник (категорія «Червоний килим»)                     |                                                   | Перемога  | [ 43 ]               |
| 2017 | 7-а Корейська туристична нагорода              | Спеціальне досягнення                                          |                                                   | Перемога  | [ 44 ] [ 45 ]        |